# Hind Bounouail
Hind Bounouail Naiko (née en 1981) est une athlète marocaine.

## Biographie
Hind Bounouail est médaillée d'or du saut en hauteur aux Championnats d'Afrique de 2000 et détient le record du Maroc du saut en hauteur avec un saut de 1,75 mètre.
Elle se marie en 2003 avec l'athlète mauricien Khemraj Naiko,,.